# Просечен (дем Просечен)
 Тази статия е за селото в Гърция.  За селото в България вижте Просечен.  
Просѐчен или Прося̀чен (изписване до 1945 година: Просѣченъ; на гръцки: Προσοτσάνη, Πρωσοτσάνη, Просоцани, от 1920 до 1925 година, Πυρσόπολη, Пирсополи, катаревуса Πυρσόπολις, Пирсополис) е град в Гърция, център на дем Просечен на област Източна Македония и Тракия.

## География
Градът се намира на 115 m надморска височина в Драмското поле на 15 километра западно от Драма. Името си градът дължи на Ружденския проход между Боздаг и Щудер, в чието подножие се намира Просечен.

## История

### Етимология
Според Йордан Н. Иванов името е жителско име от началното *Просѣчене от местното име *Просек, пресечено място, теснина. За сравнение Просек. Формите Просочен и Просочани са с асимилация на о в е и о в а не са засвидетелствани у бежанците от селото. Жителското име е прося̀ченин, прося̀ченка, прося̀чене.

### Средновековие
Край селото е запазена късносредновековната църква от XIII век „Свети Пантелеймон“, католикон на изчезнал манастир.

### В Османската империя
Според османски регистър от 1478 година в Просечен са регистрирани 110 домакинства - 91 християнски и 19 мюсюлмански.
Александър Синве ("Les Grecs de l’Empire Ottoman. Etude Statistique et Ethnographique"), който се основава на гръцки данни, в 1878 година пише, че в Просоджани (Prosodjani) живеят 1200 гърци.
В 1879 година митрополит Герман III Драмски повежда борба с българщината в Просечен, Плевня, Волак и другите драмски села и успява да накара властите да арестуват просеченския български учител Георги Иванов. От 1880 до 1884 година български учител в Просечен е Георги Гърнев, който печели уважението на населението и на общината.
В 1891 година Георги Стрезов пише за селото:
| „ | Просочен, голямо село на СЗ от Драма, разположено на равно поле. От Просочен за Драма има шосе, което ще свърже Неврокоп; разстоянието е 3 часа. Къщите са речи всичките на един кат, ниски. Чаршия с повече от 30 дюкяна; в събота става многолюден пазар, в който дохождат хора дори от Зъхненско и Сярско. Една гъркоманска църква „Св. Архангел“ и една българска „Св. Димитър“. Българско мъжко и женско училище с 2 учителя, 1 учителка и 70 ученика, момчета и момичета. Гъркомански училища мъжко и девическо с 1 учител, 1 учителка и 65 ученика всичко. Полето около Просочен ражда най-добро качество тютюн; обработва се също тъй сусам, анасон и памук. Има мнозина разбогатяли селяне от тютюна. По-голямата част от населението са заможни и живеят охолно. Броят на къщите е 500, между които 260 турски, а останалите български. | “ |

В 1893 година Атанас Шопов нарича Просечен:
| „ | ...главното българско село в Драмско... дето излазя най-добрия Драмски тютюн. Името на това село е прочуто, много добре известно на всичките знаменити любители на ароматичния пушек по света... „Просеченският кеф“ е прочут по света и се пише с аршинни букви над тютюнопродавниците. | “ |

Тахсин Узер, който става мюдюр на Просеченска нахия в 1897 година пише в спомените си, че нахията има 21 села и 18 000 жители. Сградата на хюкюмата е полуразрушена, разположена в българската махала. В 1899 година под негово ръководство и с дарения от местни жители е построена голяма сграда на хюкюмата. На 1 юни 1897 година наводнение причинява големи щети в Просечен, оценявани на 100 000 лири.
В края на XIX век Васил Кънчов пише, че Просочен има 25 турски къщи, 30 влашки и 270 български, от които 50 патриаршистки. Според статистиката на Кънчов („Македония. Етнография и статистика“) към 1900 година Просѣченъ (Просоченъ) има 1600 жители българи християни и 800 турци, 480 власи и 50 цигани.
Българите живеят в Горната махала и пръснато в другите махали, богатите гъркомани във Вароша, а турците – в Турската махала. Населението на селото в края на 19 и началото на XX век е разделено в конфесионално отношение:
| „ | Както по много места във вилаетите, тъй и в Просечен има Екзархийска и Гъркоманска партия. Християните в един и същи двор притежават две църкви. Голямата е в ръцете на гъркоманското меншество, а малката – под разположението на Екзархийското болшинство. | “ |

Според Кънчов:
| „ | Просочен е на хубаво място, там, дето се начева равно поле... Просочен има къщята си гъсто събрани. Повечето са двукатни. Има малка чаршийка. Прилича на градец Улиците по средата с талпи и камъни. Про краищата към Гюреджик има широки и хубави улици. През селото минава сухо дере. Има бунари и по няколко чешми. Седалище е на мюдюр, който управлява Просочен, Плевня, Кобалица, Чалъ баш, Боболец, Волак, Сидерово и Гюреджик. Поминък: главно тютюн. Изкарват най-добрия тютюн подир бахчата. Казват, че просоченци изкарват главно около 13 – 15 хиляди денка – 30 оки е един денк. На него са равни само Доксат в цялата околност. Просоченишкият тютюн се продава обикновено по 10 – 12 гроша... Цялото село е овесено с тютюневи върви... Между българите има богати човеци, които въртят голяма търговия – хаджи Георги. Но се борят помежду си, затова не успяват толкова черковните и училищните им работи. В селото има прекрасни къщя, хубаво мебелирани. Става пазар в събота. Патриаршистите държат хубаво училище. Българите едно малко здание. | “ |

В 1900 година българският търговски агент в Сяр пише до министър-председателя Тодор Иванчов:
| „ | Между селата в Драмско, на които гръцката пропаганда е обърнала особено внимание да ги погърчи, е и селото Просечен, едно от най-големите и най-богатите села в окръжието и прочуто по добрия си тютюн. Това село, ако и да е изключително българско, обаче по-голямата част от жителите му признават ведомството на Патриаршията, която поддържа там десетина учители и учителки и един доктор по медицината, грък по народност. | “ |

Към 1904 година 150 къщи от селото са на българи екзархисти и 150 – на българи патриаршисти гъркомани. По данни на управляващия българското дипломатическо агентсво в Сяр между двете общности има съдебен спор за използването на църквата. В Просечен е разположен Драмският околийски революционен комитет на Серски окръг на Вътрешната македоно-одринска революционна организация.
По данни на секретаря на Българската екзархия Димитър Мишев („La Macédoine et sa Population Chrétienne“) в 1905 година християнското население на Просечен (Prossetchen) се състои от 1296 българи екзархисти и 568 българи патриаршисти гъркомани, 20 гърци, 378 власи и 12 албанци. В селото действат едно прогимназиално и едно основно българско училище с 5 учители и 90 ученици, както и едно прогимназиално и едно основно гръцко училище с 4 учители и 100 ученици.
След Младотурската революция в 1909 година жителите на Просечен изпращат следната телеграма до Отоманския парламент:
| „ | Селото ни, което се състои от 156 къщи български и 152 къщи гъркомански, има една черква. Гърците, ползувайки се от беззаконието на стария режим, присвоиха си черквата и днес я считат за своя собственост. Тъй като днес е минал периодът на грабителството, молим да се вземат най-справедливи решения по този въпрос, с което ще се спомогне за благоденствието на нашата държава. Кмет: Атанас Манол, Аза: Пенко Ванчо, Аза: Ангел. | “ |

По време на Балканската война 10 души от Просечен се включват като доброволци в Македоно-одринското опълчение. Делегация от трима души: българинът Георги Демиров, гръцкият учител Банков и един турски бей предават града на войводата Тодор Паница, който през следващите дни той отбранява от напредващите турски части.

### В Гърция
Селото остава в Гърция след Междусъюзническата война в 1913 година. Според гръцката статистика, през 1913 година в Просечен (Προσωτσάνη, Просоцани) живеят 4120 души.
Антон Страшимиров пише за временното освобождение на Просечен в 1916 година по време на Първата световна война:
| „ | Българската паланка Просечен (западно от Драма, почти в полето) държи палмата на тютюневото производство... Няколко хилядното население на Просечен бе изпълнило полето пред паланката. В нея биеха тържествено камбани и клепала. А пред народа в полето два хора разливаха оди на свободата и маршове на победите ни от Чаталджа до Охрид. Генералът прегърна първенецът селянин, който го посрещна с реч и сълзи. Тогава се втурнаха хилядите жени и деца да целуват ръцете и скута на българския генерал. | “ |

В 1918 година в селото има 2020 българи и 480 власи, а според сведения на Йордан Н. Иванов населението на селото е около 4000 души, от които 3200 българи (900 от тях гъркомани), а останалите са турци и малко цигани. Българите се изселват в България на вълни – в 1913, в 1918 година и след това и се настаняват в Неврокоп и района, Пловдив, Станимака, Пазарджик и на други места. В селото остават няколко десетки гъркомански семейства и идват и българи от околните села. Официално са изселени в България само 16 души. В 1923 година турците по силата на Лозанския договор са изселени в Турция. На мястото на изселилите се са настанени гърци бежанци. Към 1928 година Просечен е смесено местно-бежанско село с 645 семейства и 2588 души бежанци.
През 1930 година за покриване на религиозните нужди на бежанците, които са се заселили в източната и южната част на градчето и са далеч от съществуващата църква „Въведение Богородично“, е създадена енорията Света Троица. На първо време като църква се използва една изоставена джамия. В 1974 година е разрушена и за две години е издиграната сегашната църква. Църквата е компромисно посветена на Светата Троица, тъй като трите групи бежанци – понтийците, малоазийтците и тракийците, настояват за свой светия.
| Име                | Име                   | Ново име            | Ново име             | Описание                                             |
| ------------------ | --------------------- | ------------------- | -------------------- | ---------------------------------------------------- |
| Чобанка            | Τσοπάνκας             | Воскотопос          | Βοσκότοπος           |                                                      |
| Вобилици           | Βωμπλίτσι             | Кедрос              | Κέδρος               | връх в Боздаг (1202 m) С от Просечен                 |
| Бугаз              | Μπουγάζι              | Стомион             | Στόμιον              | Ружденският проход в южната му част                  |
| Добровица          | Ντομπροβίτσα          | Хрисоверга          | Χρυσόβεργα           | връх в Боздаг С от Просечен                          |
| Буюк дере          | Μπιούκ Ντερὲ          | Мегалорема          | Μεγαλόρρεμα          |                                                      |
| Кирия              | Κήρια                 | Ипсодиктис 205      | Ὑψοδείκτης 205       | възвишение (206,5 m) СЗ от Просечен и СИ от Кобалища |
| Раслен             | Ράσλεν                | Нео Дасос           | Νέο Δάσος            | местност С от Просечен                               |
| Гиргилово          | Γκιργκίλοβο           | Дасома              | Δάσωμα               | местност З от Просечен и Ю от Кобалища               |
| Кузлуки            | Κουζλοῦκι             | Анилион             | Ανήλιον              | местност З от Просечен и ЮЗ от Кобалища              |
| Чучуро Голо        | Τσουτσουροῦ Γολοῦ     | Хорафодромос        | Χωραφόδρομος         | местност Ю от Просечен                               |
| Кюп Тарла          | Κιούπ Ταρλὰ           | Аспрохома           | Ασπρόχωμα            | възвишение (88,3 m) южно от Просечен                 |
| Куру Чай           | Κουροῦ Τσάϊ           | Ксирорема           | Ξηρόρεμα             | река минаваща през Просечен, ляв приток на Панега    |
| Кобалища           | Κουμπάλιστα           | Кокинохома          | Κοκκινόχωμα          | местност СЗ от Просечен в посока Кобалища            |
| Гусмане            | Γκουσμανὲ             | Айдонокорифи        | Αηδονοκορυφή         |                                                      |
| Делвад             | Ντελβάντ              | Фотинон             | Φωτεινόν             |                                                      |
| Карабасликия       | Καραμπασλίκια         | Хроматисто          | Χρωματιστό           |                                                      |
| Чифлик Балабан     | Τσιφλίκι Μπαλαμπάν    | Сту Валавани        | Στοῦ Βαλαβάνη        |                                                      |
| Чифлик Хаджиставру | Τσιφλίκι Χατζησταύρου | Хорафия Хаджиставру | Χωράφια Χατζησταύρου |                                                      |

| Година    | 1913 | 1920 | 1928 | 1940 | 1951 | 1961 | 1971 | 1981 | 1991 | 2001 | 2011 | 2021 |
| --------- | ---- | ---- | ---- | ---- | ---- | ---- | ---- | ---- | ---- | ---- | ---- | ---- |
| Население | 4120 | 4077 | 6035 | 7011 | 6277 | 5320 | 3775 | 3716 | 3683 | 3937 | 3553 | 3169 |

## Личности
Родени в Просечен
- Александър Ангов – Щедрин, български революционер от ВМОРО[33]
- Александър Самарджиев (1879 – ?), български военен деец, полковник
- Анастас Ив. Маргаритов, македоно-одрински опълченец, 1 рота на 15 щипска дружина[34]
- Ангел Д. Делимитров, македоно-одрински опълченец, 1 рота на 15 щипска дружина[35]
- Ангел Просеченлията (1858 - ?), български хайдутин и революционер
- Ангела Хаджигеоргиева (1850 – 1933), българска общественичка и благодетелка
- Анестис Влахос (р. 1934), гръцки актьор
- Апостол Агоятов (Απόστολος Αγωγιάτης, Апостолос Агоятис), гръцки андартски деец, агент от трети ред[36]
- Атанас Димитров (1877 – ?), македоно-одрински опълченец, Струмишка чета[37]
- Атанасиос Триандафилидис (1886 – 1967), гръцки политик
- Васил Ангелов Петков (1917 – 1943), български партизанин, ятак[38]
- Васил Иванов (1885/1886 – ?), македоно-одрински опълченец, Струмишка чета, 1 рота на 14 воденска дружина[39]
- Георги Ангелов, македоно-одрински опълченец, 30-годишен, жител на Сяр, земеделец, четата на Георги Занков, 1 рота на 11 сярска дружина[40]
- Георги Спасов (1893/1894 – ?), македоно-одрински опълченец, четата на Стефан Чавдаров, 3 рота на 14 воденска дружина[41]
- Г. Самарджиев, български революционер, деец на ВМОРО, загинал преди 1918 г.[42]
- Георгиос Вулциадис (1925 – 2012), гръцки писател
- Георгиос Папулис (1894 – 1970), гръцки политик
- Георгиос Страгас (р. 1938), гръцки художник
- Диамандис Стагидис (р. 1959), гръцки художник
- Димитър Бояджиев (Δημήτριος Νάκας), свещеник и деец на гръцката пропаганда, агент от трети ред, сътрудничи си със служителя на гръцкото консулство в Кавала Мавроматис (Стилианос Мавромихалис) и с митрополит Хрисостом Драмски[36]
- Димитър Кочооглу (1818 - 1906), български общественик, борец срещу гръцката патриаршия в Драмско, кмет на Просечен
- Димитър Манолов (Манолев, 1892 – ?), македоно-одрински опълченец, 1 рота на 14 воденска дружина, носител на орден „За храброст“ IV степен[43]
- Димитър Панайотов (1890 – ?), македоно-одрински опълченец, учител, 4 рота на 14 воденска дружина[44]
- Димитър Ян. Кръстев (1888 – ?), македоно-одрински опълченец, 4 рота на 13 кукушка дружина, носител на бронзов медал[45]
- Елена Атанасова, бъларска просветна деятелка
- Илия Николов, български революционер, деец на ВМОРО, загинал преди 1918 г.[42]
- Илия Хаджигеоргиев (1882 – 1909), български търговец и благодетел
- Кирил Божиков (1895 – 1967), български революционер, комунист
- Константин Кочов (1866 – след 1927), български общественик
- Константинос Морфидис (р. 1961), гръцки политик
- Леонидас Вулциадис (1875 – 1937), гръцки андартски деец
- Мехмет Емин Драман (? – 1972), известен адвокат в Цариград, син на местния имам Осман[46]
- Никола Атанасов (1939 – 2013), флейтист от Северна Македония
- Пасхалис Вергидис (1892 – 1960), гръцки андартски деец
- Ташо Райков (16 юли 1868[47] или 1869[48] – ?), български просветен деец
- Тодор Старчовалията (Θεόδωρος Σταρτσιόβαλης, ? - 1942), гръцки андартски деец, четник при Дукас Дукас и капитан Царас (Константинос Даис)[36]
- Тома Константинов (Костадинов, 1893 – ?), македоно-одрински опълченец, 3 рота на 10 прилепска дружина[49]
- Христо Бояджиев (Христос Воядзис) (1884 – 1968), гъркомански андартски деец
- Христо Караманов (1883 – 1922), български революционер